# Семилукское сельское поселение
Семилукское сельское поселение — муниципальное образование в Семилукском районе Воронежской области.
Административный центр — село Семилуки.

## Административное деление
В состав поселения входят 2 населенных пункта:
- село Семилуки
- село Ендовище